# Sylvia Heinlein
Sylvia Heinlein (* 23. Dezember 1962 in Hamburg) ist eine deutsche Kinderbuchautorin und Journalistin.

## Leben
Sylvia Heinlein studierte Kunstgeschichte, Literaturwissenschaft und Politikwissenschaft in Hamburg und Berlin. Nach dem Studium arbeitete sie zunächst in Tunesien und Griechenland. Anschließend war sie als Nachrichtenredakteurin und Reporterin für den Hörfunk (Norddeutscher Rundfunk, Radio Hamburg) sowie als Zeitschriftenredakteurin (Axel Springer Verlag) tätig.
Sylvia Heinlein arbeitet seit 2000 als Kinderbuchautorin. Ihr Werk umfasst Romane sowie Bilder- und Sachbücher für Kinder, u. a. die Reihe Die Superhelden. Darüber hinaus hat sie für die Sendereihe Ohrenbär des WDR geschrieben. Ihr Buch Drachenmädchen wurde 2007 vom SWR als Hörspiel produziert. Als Hörbücher erschienen u. a.Nordwärts unterm Totenkopf (gelesen von Udo Wachtveitl), Mittwochtage (gelesen von Ulrike C. Tscharre) und die Bücher der 'Superhelden'-Reihe.
Als Teil des Autorinnenkollektivs Lia Norden (gemeinsam mit Cornelia Franz, Katja Reider und anfangs Hilke Rosenboom) schreibt Sylvia Heinlein auch für ein erwachsenes Lesepublikum. Außerdem veröffentlichte sie das Sachbuch Der Casanova in meinem Bett.
Sylvia Heinleins Bücher standen auf Auswahllisten wie „Die besten 7 Bücher für junge Leser“ von Deutschlandradio und Focus und „Die 10 Bremer Besten“ von Radio Bremen.
2012 wurde sie mit dem Jugendliteraturpreis „Kalbacher Klapperschlange“ ausgezeichnet. Etliche Titel und Hörbücher erschienen auch in Dänemark, Schweden, Norwegen, Frankreich, Italien und Tschechien.
Für die filmische Adaption ihres Romans „Mittwochtage“ erhielt die Autorin 2012 den Förderpreis der Mitteldeutschen Medienförderung. Der Preis wird jährlich für das beste Projekt eines Teilnehmer-Jahrgangs der Akademie für Kindermedien vergeben.
Sylvia Heinlein lebt mit ihrer Familie in Hamburg.

## Werke

### Kinder- und Jugendliteratur

#### Bilderbücher
- Pit im Baumhaus. Mit Bildern von Sabine Wiemers. Beltz und Gelberg, Weinheim 2003, ISBN 3-407-79301-4.
- Ein Hochbett für Hein. Mit Bildern von Sabine Wiemers. Beltz und Gelberg, Weinheim 2006, ISBN 3-407-79353-7.
- Bommes Bagger. Sauerländer, Düsseldorf 2009, ISBN 978-3-7941-5193-6.

#### Vorlesebücher
- Clara und Ben kommen in die Schule. Kleine Geschichten zum Vorlesen. Mit Bildern von Jutta Garbert. Bücherbär, Würzburg 2005, ISBN 3-401-08582-4.
- Weißt du, was dein Körper kann? Vorlesegeschichten mit Rätseln und Spielen. Mit Bildern von Melanie Brockamp. Bücherbär, Würzburg 2007, ISBN 978-3-401-08630-9.

#### Kinderbücher
- Meta und die außerordentliche Tante. Sauerländer, Aarau u. a. 1998, ISBN 3-7941-4301-9.
- Das will ich wissen – Beim Fernsehen. Gemeinsam mit Andreas Schlüter. Arena, Würzburg 1998, ISBN 3-401-04811-2.
- Ein Schutzengel aus heiterem Himmel. Sauerländer, Aarau u. a. 2002, ISBN 3-7941-4734-0.
- Einfach zauberhaft, Prinzessin. Arena, Würzburg 2004, ISBN 3-401-05615-8.
- Nordwärts unterm Totenkopf. Sauerländer, Düsseldorf 2006, ISBN 3-7941-6075-4.
- Weihnachtszeit und Engelsfedern. Pattloch, München 2006, ISBN 3-629-01352-X.
- Drachenmädchen. Carlsen, Hamburg 2006, ISBN 3-551-55431-5.
- Sonnige Weihnachten, Matz. Rowohlt, Reinbek 2007, ISBN 978-3-499-21427-1.
- Sammy jagt die Minimonster. Sauerländer, Düsseldorf 2008, ISBN 978-3-7941-6116-4.
- Die Minimonster machen Murks. Sauerländer, Düsseldorf 2009, ISBN 978-3-7941-6156-0.
- Die Sache mit den Superhelden. Tulipan, Berlin 2009, ISBN 978-3-939944-37-9.
- Eddy und die Weihnachtswunschmaschine. Eine Geschichte in 24 Kapiteln. Mit Bildern von Sabine Wiemers. Pattloch, München 2010, ISBN 978-3-629-01482-5.
- Mama ist Geheimagentin. Rowohlt, Reinbek 2011, ISBN 978-3-499-21569-8.
- Mittwochtage oder „Nichts wie weg!“, sagt Tante Hulda. Gerstenberg Verlag, Hildesheim 2011, ISBN 978-3-8369-5276-7.
- Mission Unterhose. Tulipan, Berlin 2013, ISBN 978-3-86429-113-5.
- Nixe Nane. Wo bitte geht's zum Meer? Tulipan, Berlin 2013, ISBN 978-3-86429-118-0.
- Die Superhelden und der blaue Honk. Tulipan, Berlin 2014, ISBN 978-3-86429-191-3.
- Die Superhelden und die wilden Winzlinge. Tulipan, Berlin 2015, ISBN 978-3-86429-235-4.
- Die Superhelden und das Urlaubs-Schlamassel. Tulipan, Berlin 2017, ISBN 978-3-86429-293-4.

### Erwachsenenliteratur
- Vier Wahrheiten und ein Todesfall, (Pseudonym: Lia Norden, gemeinsam mit drei anderen Autorinnen), Rowohlt, Reinbek 2011, ISBN 3-499-25524-3.
- Die Schatten eines Sommers, (Pseudonym: Lia Norden, gemeinsam mit zwei anderen Autorinnen), Rowohlt, Reinbek 2013, ISBN 978-3-499-25352-2.

#### Ratgeber
- Der Casanova in meinem Bett. Wenn Frauen untreue Männer lieben. Rowohlt, Reinbek 2003, ISBN 3-499-61366-2.